# Tennessee State Tigers

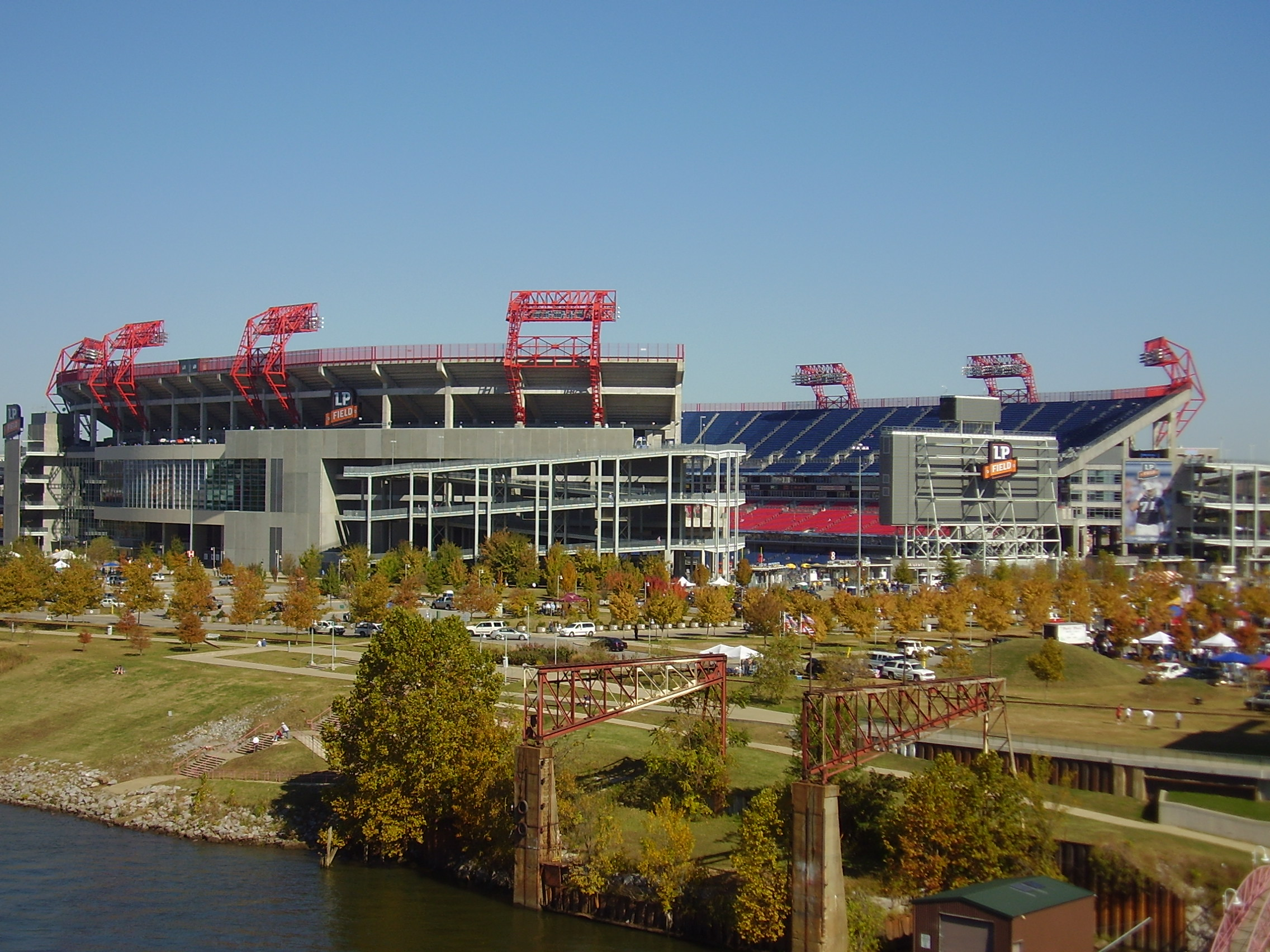
Nissan Stadium.

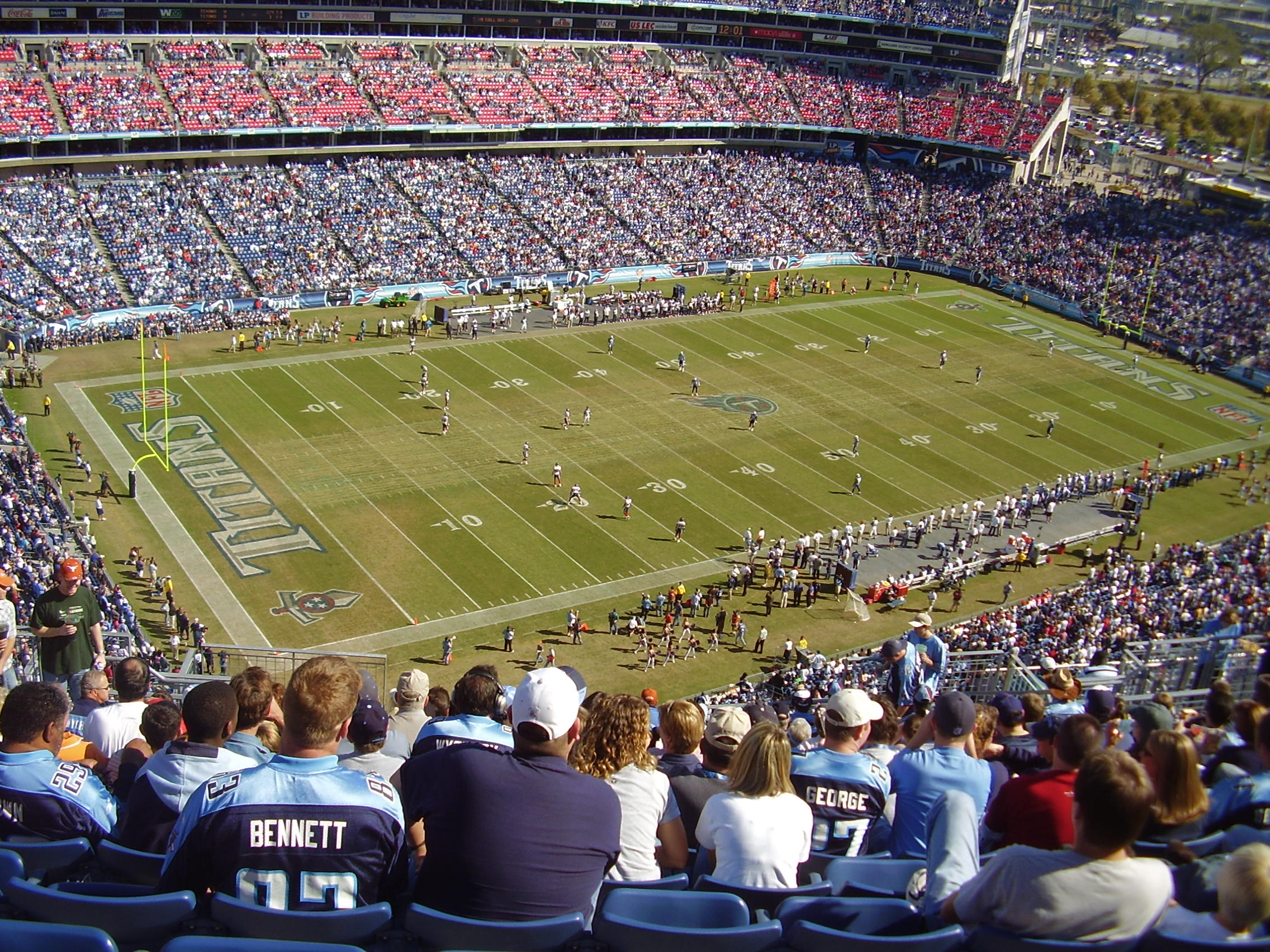
Interior del Nissan Stadium.

Tennessee State Tigers (español: Tigres de la Estatal de Tennessee) es el equipo deportivo de la Universidad Estatal de Tennessee, situado en Nashville, Tennessee. Los equipos de los Tigers participan en las competiciones universitarias organizadas por la NCAA, y forman parte de la Ohio Valley Conference.

## Programa deportivo
Los Tigers participan en las siguientes modalidades deportivas:
| - Masculino - Baloncesto - Fútbol americano - Tenis - Cross - Golf - Atletismo | - Femenino - Cross - Baloncesto - Golf - Softball - Voleibol - Tenis - Atletismo |

### Baloncesto
El equipo masculino de baloncesto ha llegado en dos ocasiones a la fase final del Torneo de la NCAA, la última de ellas en 1994, siendo eliminado en ambas en primera ronda. Han ganado en 2 ocasiones el torneo de la Ohio Valley Conference. De esta universidad han salido notables baloncestistas que han pasado por la NBA,entre los que estacan, hay nombres tan importantes como Dick Barnett, Truck Robinson, Anthony Mason o Robert Covington.

### Fútbol americano
El equipo de fútbol americano ha ganado en dos ocasiones el torneo de conferencia, en 1998 y 1999. Un total de 104 jugadores de esta universidad han llegado a jugar profesionalmente en la NFL, aunque ninguno lo hace en la actualidad.